# C/2004 V13 SWAN
C/2004 V13 (SWAN) (o SOHO 884) è una cometa non periodica scoperta dalla sonda SOHO: in effetti i veri scopritori sono due astrofili, l'australiano Michael Mattiazzo e il tedesco John Sachs.

## Storia della scoperta
La storia della scoperta è inusuale: è stata scoperta inizialmente il 30 novembre 2004 nelle immagini dello strumento SWAN da Mattiazzo, poi il 16 dicembre 2004 da Sachs nelle immagini dello strumento C3, in quest'ultima data è stato dato anche l'annuncio della scoperta, entrambi gli strumenti sono montati a bordo della sonda SOHO. Per complicare le cose inizialmente la scoperta di Sachs era stata attribuita a Sebastian Florian Hönig mentre quest'ultimo in realtà aveva solo collegato per primo i due oggetti come due diverse scoperte di un'unica cometa.